# Theodor Riedel (Admiral)
Theodor Heinrich Riedel (* 17. September 1889 in Frankfurt am Main; † 25. Dezember 1939 in Berlin) war ein deutscher Konteradmiral der Kriegsmarine.

## Leben
Theodor Riedel trat im April 1909 in die Kaiserliche Marine ein. Später war er bis August 1914 zur Verfügung der I. Marine-Inspektion gesetzt und nahm dann für einen Monat an einem Lehrgang auf der Kaiserin Augusta teil. Danach kam er als Wachoffizier bis September 1918 auf der Markgraf. Am 2. Mai 1915 war er Oberleutnant zur See geworden. Anschließend war er bis Kriegsende zur Verfügung der Marinestation der Ostsee gesetzt.
Nach dem Krieg wurde er in die Reichsmarine übernommen und hier am 15. Februar 1920 Kapitänleutnant. Am 1. April 1928 zum Korvettenkapitän befördert, war er 1931 in der Marinewaffenabteilung im Allgemeinen Marineamt des Reichswehrministeriums.
Vom 14. Oktober 1936 bis 8. Oktober 1937 war er als Kapitän zur See (Beförderung am 1. April 1935) Kommandant der Nürnberg. Er wurde Chef der Stabsabteilung in Marinewaffenamt im OKM und war gleichzeitig ständiger Vertreter des Amtschefs, Konteradmiral Karl Witzell. In dieser Position war er ab 20. August 1938 Mitglied des Planungsausschusses. Am 1. August 1939 wurde er Konteradmiral. Ab November 1939 war er bis zu seinem Tod Amtschef AWa im OKM.
Nachdem im Zuge der sogenannten Torpedokrise Unzulänglichkeiten der Magnetzünder aufgetaucht waren und zu Untersuchungen geführt hatten, erschoss sich Riedel Ende 1939 in Berlin.